# Senat (Barbados)
Der Senat ist das Oberhaus im Zweikammersystem von Barbados.

## Ernennung der Senatoren
Formal wurden alle 21 Senatoren von der Queen ernannt. Diese Verpflichtung übernahm jedoch stellvertretend der Generalgouverneur von Barbados für sie. Er ernannte zwölf Senatoren auf Vorschlag des Premierministers und zwei auf Vorschlag des Oppositionsführers. Die verbleibenden sieben Senatoren konnte der Generalgouverneur selbst auswählen. Mit der Abschaffung der Monarchie gingen diese Befugnisse an den Präsidenten über.
Potentielle Senatoren müssen, bevor sie ins Oberhaus berufen werden, bestimmte Kriterien erfüllen. Um wählbar zu sein, müssen sie mindestens 21 Jahre alt und Staatsbürger von Barbados sein. Sie müssen außerdem in den letzten zwölf Monaten vor der Wahl im Land gewohnt haben. Darüber hinaus können Personen, die bankrott sind, an einer psychischen Krankheit leiden, die Staatstreue gegenüber einem anderen Staat halten, für ein Kapitalverbrechen verurteilt wurden, eine Freiheitsstrafe von mehr als sechs Monaten verbüßen mussten oder des Wahlbetrugs, des Verrates oder eines vergleichbaren Verbrechens schuldig geworden sind, nicht als Senator berufen werden. Schließlich darf ein Senator unter anderem nicht bei der Armee oder der Royal Barbados Police Force, im öffentlichen Dienst, als Richter oder Staatsanwalt arbeiten.
Senatoren haben eine Amtszeit von fünf Jahren. Vor jeder Wahl wird der Senat zusammen mit dem House of Assembly, dem Unterhaus von Barbados, aufgelöst.

## Befugnisse
Aus verfassungsrechtlicher Sicht sind in vielen Fragen sowohl der Senat als auch das House of Assembly zuständig. Ähnlich wie in anderen Parlamenten, die auf das Westminster-System zurückgehen, dominiert auch in Barbados das Unterhaus. Jedes Gesetz kann in beiden Kammern verabschiedet oder auch abgeändert werden, mit Ausnahme von Gesetzen, die die Staatsfinanzen betreffen (money bills). Diese müssen immer vom House of Assembly verabschiedet werden. Der Senat hat hierbei nur begrenzte Änderungsmöglichkeiten. Falls das House of Assembly den Staatshaushalt verabschiedet, der Senat diesem aber nicht innerhalb eines Monats zustimmt, kann der Generalgouverneur das Gesetz in Kraft treten lassen. Gleiches gilt für Gesetze in anderen Belangen, denen das House of Assembly in zwei aufeinanderfolgenden Legislaturperioden zustimmt.

## Vorsitzende
Zu Beginn jeder Legislaturperiode wählt der Senat einen Präsidenten und einen Vizepräsidenten. Beide dürfen weder Minister noch Staatssekretäre sein. Normalerweise nimmt der Präsident nicht an Abstimmungen teil, außer es kommt zu einem Gleichstand der übrigen Stimmen.